# Groot-Göteborg
Groot-Göteborg (Zweeds: Stor-Göteborg of Storgöteborg) omvat de hele Zweedse stad Göteborg en de regio daaromheen. De regio ligt in West-Zweden, en behoort (met uitzondering van Kungsbacka wat tot Hallands län behoort) tot de provincie Västra Götalands län.
In 2000 woonden er rond de 880.000 mensen in de regio, wat het de op een na grootste stadsregio van Zweden maakt (na Groot-Stockholm).

## Statistieken
| Gemeente    | Inwoners | Oppervlakte¹ | Bevolkingsdichtheid² | Deel       | Lokale verbondenheid | Lokale verbondenheid    | Lokale verbondenheid | Lokale verbondenheid |
| Gemeente    | Inwoners | Oppervlakte¹ | Bevolkingsdichtheid² | Deel       | Landschap            | Län (voor 1998)         | Tegenwoordige län    |                      |
| ----------- | -------- | ------------ | -------------------- | ---------- | -------------------- | ----------------------- | -------------------- | -------------------- |
| Kungälv     | 41.612   | 365          | 112                  | Noord      | Bohuslän             | Göteborgs och Bohus län | Västra Götalands län |                      |
| Stenungsund | 24.636   | 254          | 94                   | Noord      | Bohuslän             | Göteborgs och Bohus län | Västra Götalands län |                      |
| Tjörn       | 14.935   | 168          | 89                   | Noord      | Bohuslän             | Göteborgs och Bohus län | Västra Götalands län |                      |
| Öckerö      | 12.440   | 26           | 473                  | Noord      | Bohuslän             | Göteborgs och Bohus län | Västra Götalands län |                      |
| Göteborg    | 521.587  | 450          | 1127                 | Centrum    | Västergötland        | Göteborgs och Bohus län | Västra Götalands län |                      |
| Mölndal     | 61.358   | 147          | 411                  | Zuidoost   | Västergötland        | Göteborgs och Bohus län | Västra Götalands län |                      |
| Partille    | 35.585   | 57           | 603                  | Zuidoost   | Västergötland        | Göteborgs och Bohus län | Västra Götalands län |                      |
| Härryda     | 34.932   | 268          | 127                  | Zuidoost   | Västergötland        | Göteborgs och Bohus län | Västra Götalands län |                      |
| Lerum       | 38.787   | 260          | 147                  | Noordoost  | Västergötland        | Älvsborgs län           | Västra Götalands län |                      |
| Ale         | 27.618   | 318          | 86                   | Noordoost  | Västergötland        | Älvsborgs län           | Västra Götalands län |                      |
| Alingsås    | 38.078   | 475          | 79                   | Noordoost  | Västergötland        | Älvsborgs län           | Västra Götalands län |                      |
| Lilla Edet  | 12.523   | 318          | 40                   | Noordoost  | Västergötland        | Älvsborgs län           | Västra Götalands län |                      |
| Kungsbacka  | 76.046   | 611          | 121                  | Zuid       | Halland              | Hallands län            | Hallands län         |                      |
| Totaal      | 940.137  | 3.695        | 283                  | 31-03-2012 | 31-03-2012           | 31-03-2012              | 31-03-2012           |                      |

1/ km²
2/ Inwoners per km²